# Microrhodopis
Microrhodopis är ett släkte av skalbaggar. Microrhodopis ingår i familjen långhorningar.
Kladogram enligt Catalogue of Life:
| Microrhodopis | \| \| Microrhodopis albovittata \| \| \| \| \| \| Microrhodopis rufipennis \| \| \| \| |
|               | \| \| Microrhodopis albovittata \| \| \| \| \| \| Microrhodopis rufipennis \| \| \| \| |
|               | Microrhodopis albovittata                                                              |
|               |                                                                                        |
|               | Microrhodopis rufipennis                                                               |
|               |                                                                                        |